# Karl Fabiunke
Karl Fabiunke (Goerchen, 5 giugno 1893 – Wohltorf, 30 dicembre 1980) è stato un generale tedesco della Wehrmacht durante la seconda guerra mondiale.

## Biografia
Karl Fabiunke entrò nell'esercito imperiale tedesco il 20 aprile 1911. Il 1º aprile 1914 venne trasferito al 5º reggimento d'artiglieria a piedi. Il 27 febbraio 1915, dopo lo scoppio della prima guerra mondiale, venne promosso vice sergente ed il 25 giugno di quello stesso anno raggiunse il grado di sergente. Il 28 giugno 1917 fu comandante del deposito di artiglieria del carcere di Spandau ed il 5 dicembre 1917 venne trasferito sul posto. Il 23 dicembre 1918, venne trasferito al ministero della guerra, ufficio munizioni.
Dopo la fine della prima guerra mondiale, il sergente Fabiunke venne assunto nel Reichswehr ed il 26 giugno 1919 venne reintegrato nel 5º reggimento d'artiglieria. Il 22 settembre 1919, ottenne il comando della scuola di guerra di Potsdam, tornando poi al 5º reggimento d'artiglieria dal 18 ottobre 1920 e passando poi al 3º reggimento d'artiglieria dal 1º gennaio 1921. Il 1º aprile 1922 venne promosso sottotenente ed il 31 luglio 1925 raggiunse il grado di tenente. Il 1º ottobre 1929, venne trasferito al 6° dipartimento trasporti dove venne promosso rittermeister il 1º febbraio 1930 (corrispondente al grado di capitano in cavalleria). Già al 1º aprile 1930, tornò al 3º reggimento d'artiglieria e comandò la scuola di artiglieria. Il 1º febbraio 1932, venne trasferito al 1° dipartimento trasporti ed il 1º ottobre 1934 al dipartimento di Ponath. Dall'ottobre del 1935 all'ottobre dell'anno successivo, fu consigliere d'artiglieria in Cina dove si recò per la durata di un anno per tale proposito. Il 1º novembre 1935, venne promosso maggiore. Dopo il suo ritorno dalla Cina, venne trasferito nello staff del 1° dipartimento come osservatore ed il 6 ottobre 1936 ottenne il comando del 2° dipartimento. Il 1º ottobre 1938, venne promosso al grado di tenente colonnello.
Dal 1º marzo 1939 ottenne il comando del 74º reggimento d'artiglieria. Il 15 settembre 1941, venne promosso colonnello il suo reggimento venne ridenominato come 74º reggimento panzer il 23 marzo 1942. Il 25 aprile 1943, rinunciò al comando del reggimento e venne trasferito in riserva. Frequentò un corso per comandante di divisione e venne affidato al gruppo d'armate centrale a metà settembre del 1943. Il 25 settembre 1943 ottenne la guida della 129ª divisione di fanteria, venendo promosso contestualmente al grado di maggiore generale. Trasferito in riserva dal 1º febbraio 1944, rimase ferito il 22 marzo di quello stesso anno, venendo ospedalizzato. Dopo la convalescenza, venne posto nella riserva dei trasporti ove rimase sino alla fine della guerra. Catturato dagli Alleati, venne liberato il 25 giugno 1947.